# Necronímia
Necronímia é a atribuição do nome de alguém já falecido a uma outra pessoa. A prática de necronímia atrapalha frequentemente os registos históricos e lança confusão em investigações. O caso mais famoso de confusão gerada por tal motivo é o de Shigechiyo Izumi que reivindicava ser um supercentenário, mas pode ter recebido o nome de um irmão homônimo já falecido.